# 28072 Lindbowerman
28072 Lindbowerman è un asteroide della fascia principale. Scoperto nel 1998, presenta un'orbita caratterizzata da un semiasse maggiore pari a 2,4576796 UA e da un'eccentricità di 0,1965238, inclinata di 3,30916° rispetto all'eclittica.